# 25. vestlige længdekreds
Den 25. vestlige længdekreds (eller 25 grader vestlig længde) er en længdekreds, der ligger 25 grader vest for nulmeridianen. Den løber gennem Ishavet, Grønland, Atlanterhavet, Kap Verde, det Sydlige Ishav og Antarktis.